# 디에고 카펠
디에고 앙헬 카펠 트리니다드(스페인어: Diego Ángel Capel Trinidad, 1988년 2월 16일 ~ )는 스페인의 축구 선수이며 포지션은 윙어이다. 현재 비르키르카라에서 뛰고 있다.

## 축구인 경력

### 클럽 경력
세비야 유소년 팀을 거쳐 2004년 10월 26일 16세의 나이로 아틀레티코 마드리드와의 2004-05 프리메라리가 경기에서 프로 무대에 데뷔하였다. 이후 1군 팀과 B팀을 오가며 2004-05 시즌 총 프리메라리가 3경기에 출전하였다. 2007-08 시즌 초반 안토니오 푸에르타의 갑작스러운 사망으로 1군 팀에서 주전으로 활약하기 시작하였다. 2008년 2월 9일엔 바르셀로나를 상대로 리그 첫 골을 기록하였다.
2007-08 시즌 종료 후 토트넘으로부터 관심을 받고 있다는 보도가 있었고, 본인도 구단이 허락한다면 떠날 의향이 있다고 밝혔지만 이적은 성사되지 않았다. 2008-09 시즌 이후엔 레알 마드리드로의 이적설이 돌기도 하였다. 2009-10 시즌엔 디에고 페로티와 주전 경쟁을 펼치며 리그 29경기에 출전하였고, 코파 델 레이 결승전에선 선제골을 기록하며 팀의 우승에 공헌하였다.
2011년 7월 스포르팅 CP로 이적하였다. 2011년 10월 2일 비토리아 기마랑이스와의 경기에서 스포르팅에서의 첫 골을 기록하였다. 2013년엔 스완지 시티, 리버풀 등으로의 이적설이 보도되었으나 잔류하였다.

### 대표팀 경력
2006년 열린 UEFA U-19 축구 선수권 대회에 참가하여 팀의 우승을 도왔다. 이듬해에 열린 2007년 FIFA U-20 월드컵에선 조별 라운드 첫 경기에서 득점을 기록하였지만 팀은 8강에서 탈락하였다.
2008년 8월 20일 덴마크와의 경기에서 A매치 데뷔전을 치렀다.